# ريغي غاريت
ريغي غاريت (بالإنجليزية: Reggie Garrett)‏ هو لاعب كرة قدم أمريكية أمريكي، ولد في 21 نوفمبر 1951 في سيلسبي في الولايات المتحدة.

## وصلات خارجية
- ريغي غاريت على موقع مرجع كرة القدم المحترفة.كوم (الإنجليزية)